# یورگو آلکساندرو
یورگو آلکساندرو (انگلیسی: Yorgo Alexandrou؛ زادهٔ ۲۰ ژوئن ۱۹۷۲ در سن خوزه، کالیفرنیا) ورزشکار یونانی‌تبار بابسلد اهل ایالات متحده آمریکا است که همراه با دن جانجیکیان به نمایندگی از ارمنستان در رشته دو نفره بابسلد مردان در بازی‌های المپیک تابستانی ۲۰۰۲ در سالت‌لیک‌سیتی به رقابت پرداخت و به مقام ۳۳ام رسید.